# Zona gris (relaciones internacionales)
Una zona gris (en relaciones internacionales) describe el espacio entre la paz y la guerra en el que compiten actores estatales y no estatales.

## Definiciones
El término 'zona gris' está muy extendido en los círculos de seguridad nacional, pero no existe un acuerdo universal sobre su definición, o incluso si llega a ser un término útil, con puntos de vista sobre si es un término muletilla demasiado vago, hasta que es brillante.
Una zona gris puede plantearse como las actividades realizadas por un estado que son dañinas para otro estado, que a veces se consideran actos de guerra, pero no son legalmente actos de guerra. Se podría considerar, no como una nueva forma de hacer la guerra, sino como una manifestación malévola de la concepción de la paz.
Para el Mando de Operaciones Especiales de los Estados Unidos es definido como 'las interacciones competitivas entre actores estatales y no estatales que se encuentran entre la dualidad tradicional de guerra y paz'.
Un elemento clave de las operaciones dentro de la zona gris es que permanecen por debajo del umbral de un ataque que podría tener una respuesta militar convencional legítima (Ius ad bellum).
Un documento lo definió como 'acciones coercitivas del arte de gobernar sin llegar a la guerra', y un 'dominio principalmente no militar de la actividad humana donde los estados utilizan los recursos nacionales para coaccionar deliberadamente a otros estados'.
El Centro de Estudios Estratégicos e Internacionales define la zona gris como 'la esfera disputada en algún lugar entre el arte de gobernar rutinario y la guerra abierta'.
El secretario de Defensa británico, Ben Wallace, llamó a la zona gris 'esa tierra del limbo entre la paz y la guerra'.

## Historia
El concepto de zona gris está basada en las estrategias militares existentes; sin embargo, la tecnología de la información ha creado nuevos espacios radicales que han ampliado lo que es posible. La zona gris entre la guerra y la paz ha crecido considerablemente. Las modernas operaciones de guerra híbrida y guerra política ocurren principalmente en la zona gris.
A fines de la década de 2010, China escaló a una guerra de zona gris con Taiwán en un intento de forzar la unificación con el país más pequeño. La Administración de la Guardia Costera de Taiwán ha tenido que expandirse rápidamente para enfrentar el creciente desafío en la zona gris. Las operaciones de zona gris de China contra Taiwán en el dominio marítimo están destinadas a establecer su presencia mientras se mantiene una negabilidad plausible.